# Belagerung von Khartum
 Aba – Dschebel Gedir I – Sennar I – Dschebel Gedir II – al-Ubayyid I – al-Ubayyid II – Sennar II – Sinkat – El Teb I – Scheikan – El Teb II – El Teb III – Tamanieh – Khartum – Abu Klea – Gallabat – Toski – Firket – Atbara – Omdurman – Umm Diwaykarat

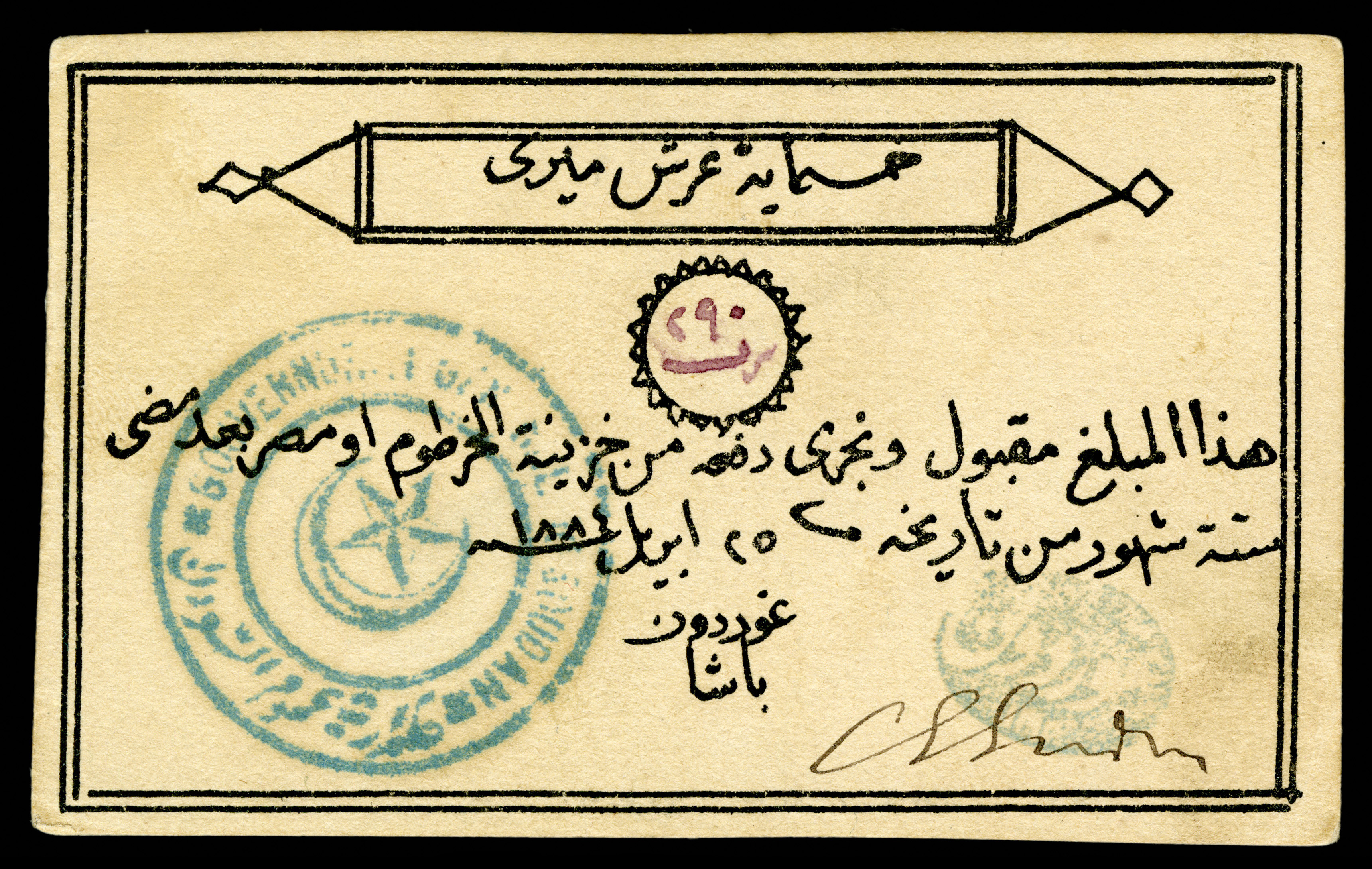
Notgeldschein zu 500 Piaster, rechts unten die eigenhändige Unterschrift von Charles George Gordon

Die Belagerung von Khartum fand während des Mahdi-Aufstandes im Sudan statt. Sie dauerte vom 12. März 1884 bis 26. Januar 1885 und endete mit der Erstürmung Khartums durch die Mahdisten. Diese beherrschten danach den größten Teil des heutigen Sudan für fast 15 Jahre.

## Vorgeschichte
Im Sudan, der ab 1821 unter die Herrschaft der osmanischen Vizekönige (Khediven) von Ägypten gekommen war (Türkisch-Ägyptischer Sudan), begann 1881 der Mahdi-Aufstand. Muhammad Ahmad hatte sich zum Mahdi erklärt und im November 1883 in der Schlacht von Scheikan die ägyptische Armee zerschlagen. Die kolonialen Kräfte Großbritanniens, das 1882 Ägypten besetzt hatte, waren zu dieser Zeit hauptsächlich auf den Konflikt mit Russland (Great Game) gerichtet. Auf Grund der desolaten Lage der ägyptischen Truppen in Sudan wies die britische Regierung daher unter Gladstone im Dezember 1883 Ägypten an, die Sudan-Provinzen aufzugeben. Dazu mussten allerdings tausende ägyptische Soldaten, Zivilangestellte und deren Angehörige aus dem Sudan evakuiert werden. Die britische Regierung beauftragte deshalb Charles George Gordon, der bereits von 1877 bis 1880 Generalgouverneur Sudans gewesen war, nach Khartum zu gehen, um von dort aus die Evakuierung zu organisieren.

## Die Belagerung

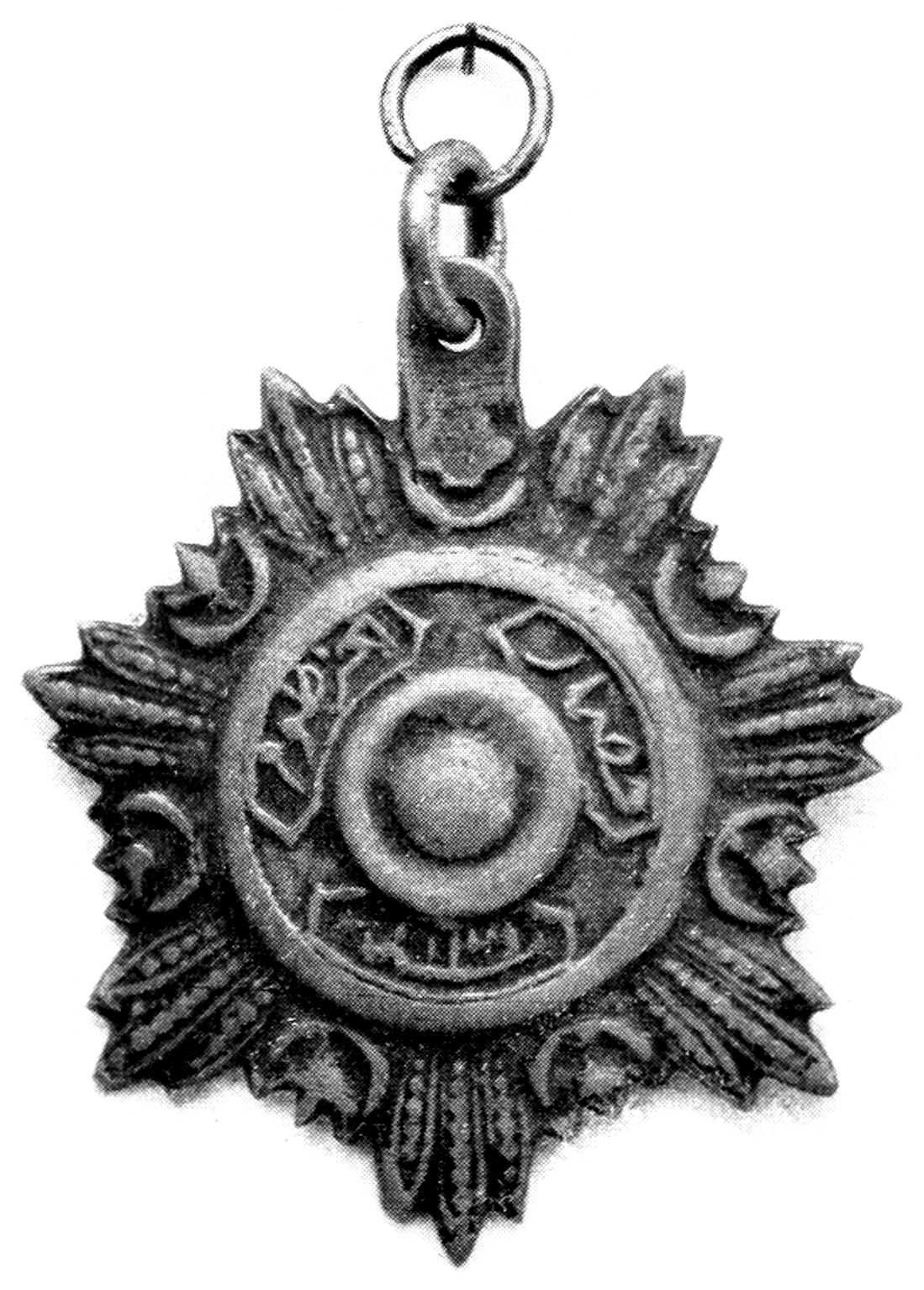
Medaille, die während der Belagerung von Gordon für besondere Leistungen verliehen worden ist.

Gordon brach am 18. Januar 1884 nach Kairo auf, wo er acht Tage später eintraf. Dort erhielt er weitere Anweisungen vom Generalkonsul von Ägypten, Evelyn Baring, und wurde zum Generalgouverneur mit exekutiven Vollmachten ernannt. Bereits am 28. Januar brach Gordon nach Khartum auf, das er am 18. Februar 1884 erreichte. Bevor die Mahdisten die Stadt am 12. März einschlossen und zu belagern begannen, konnte er noch ca. 2500 Frauen, Kinder, Kranke und Verwundete nach Ägypten evakuieren. Der militärische Anführer der Belagerer war der spätere Nachfolger des Mahdi Abdallahi ibn Muhammad.
Gordon versuchte über den Verhandlungsweg, Khartum vor der Einnahme zu retten. So unterbreitete er angeblich an Muhammad Ahmad das Angebot, ihn zum Sultan von Kordofan zu machen. Dieser ließ sich aber nicht mit einem Titel abspeisen, der ihm Macht über ein Gebiet gegeben hätte, das er ohnehin schon kontrollierte. Gordon unternahm eine Reihe von Versuchen, die Moral der Verteidiger zu erhöhen. Er gab Geldscheine mit seinem Namen heraus, ließ Siegesmeldungen über heraneilende britische Truppen verkünden und mietete Häuser für die Unterbringung derselben an.

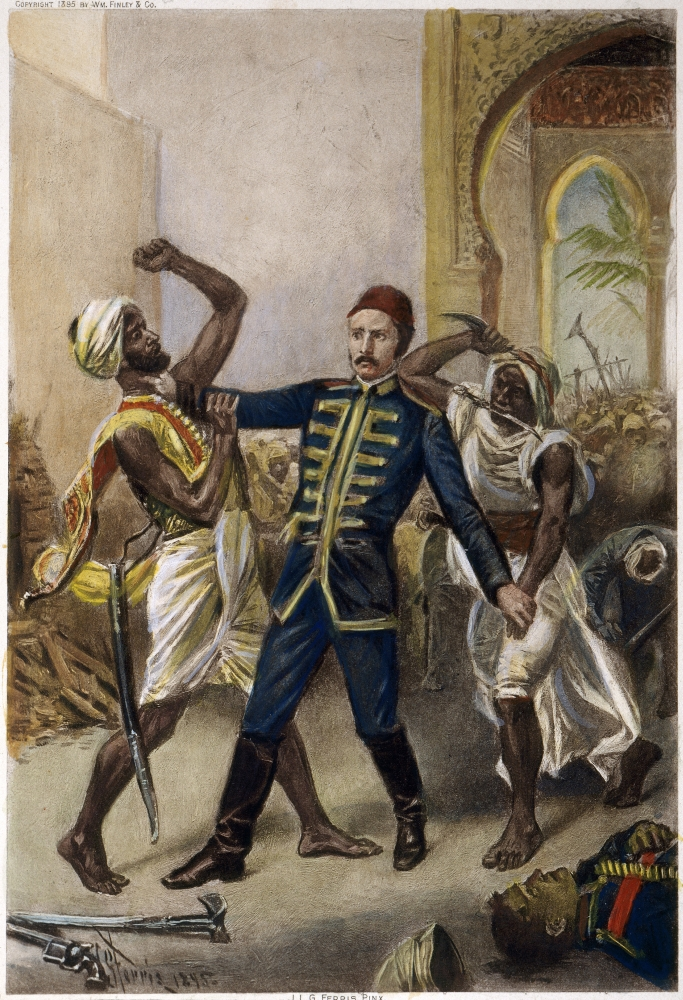
Der Tod von Gordon in Khartum

Die britische Regierung sandte aber keine Entsatztruppen, da sie die Sudan-Provinzen ohnehin aufgeben wollte. Andererseits konnte sie Gordon, der in der Heimat als Nationalheld gefeiert wurde, nicht opfern und forderte ihn auf, sich zu retten. Gordon antwortete: „I am in honour bound to the people“ („Ich bin den Menschen hier in Ehre verpflichtet“). Im Sommer 1884 weitete sich die Diskussion um die Rettung Gordons bis zu einem Antrag auf ein Misstrauensvotum gegen die Regierung aus. Gladstone gab schließlich nach und sandte eine Armee unter Garnet Joseph Wolseley, die sogenannte Gordon Relief Expedition, aus. Allerdings war diese nicht vor November 1884 abmarschbereit. Im Dezember erreichten die Truppen Korti. Die Hauptstreitmacht (River Column), unter Generalmajor William Earle, rückte von hier aus mit Dampfern und Booten auf dem Nil vor. Gleichzeitig marschierte das sogenannte Camel Corps unter Sir Herbert Stewart direkt durch die Wüste.
Aus der Belagerungsarmee von Khartum wurden daraufhin einige Tausend Mann abgezogen, die sich bei Metemmeh mit Angehörigen des Jaalin-Stammes vereinigten. Diese Armee stieß am 17. Januar 1885 in der Schlacht von Abu Klea auf das Camel Corps. Stewart konnte mit 1.500 Mann die zahlenmäßig weit überlegenen 10.000 Mahdisten schlagen. Muhammad Ahmad, der inzwischen selbst die Belagerung von Khartum leitete, beschloss daraufhin, diese abzubrechen, wurde aber von seinen Generälen umgestimmt.
In Khartum waren inzwischen die Vorräte verbraucht und die Verteidiger erschöpft. Vor dem Hintergrund des drohenden Entsatzes der Stadt durch britische Truppen wurde der Angriff auf den 26. Januar 1885 festgelegt. Am Morgen des 26. Januar traten 50.000 Mahdisten zum Angriff an. Die Ansari hatten den Rückgang des Frühjahrshochwassers des Nil abgewartet und griffen daraufhin in Booten die nur schwach verteidigte Flussseite Khartums an. Gegen 3 Uhr stürmten sie in die Stadt und töteten Gordon, vermutlich im Gouverneurspalast. Die Mahdisten stellten den Kopf Gordons als Trophäe in ihrem Feldlager aus. Am 27. Januar gerieten zwei Dampfer der Gordon Relief Expedition unter Gewehrfeuer. Bei einem Zwischenstopp erfuhren sie, dass Khartum gefallen sein solle. Einen Tag später, am 28. Januar, trafen die Dampfer in Khartum ein. Unter schwerem Artillerie- und Gewehrfeuer gelangten sie in Sichtweite des Gouverneurspalasts und mussten feststellen, dass jede Hilfe zu spät kam.
Öffentlichkeit und Obrigkeit im Vereinigten Königreich trauerten um ihren toten Volkshelden. Es wurden Gedenkmessen in der St Paul’s Cathedral und in anderen Kirchen gehalten.

## Das Kalifat von Omdurman
Die Mahdisten eroberten bald danach Kassala und Sannar. Im Herbst 1885 erreichte eine ihrer Armeen unter Muhammed el-Kheir die ägyptische Grenze. Am 30. Dezember 1885 kam es zu einem Kampf mit ägyptischen Truppen unter Sir Frederick Stephenson. Die ägyptische Armee konnte ihren ersten Sieg ohne Unterstützung durch britische Truppen erringen und den Vormarsch der Mahdisten stoppen. Die Mahdiya begann daraufhin, sich nach Süden auszubreiten.
Während der Belagerung von Khartum hatten die Mahdisten ihr Hauptquartier in Omdurman eingerichtet, gegenüber von Khartum am westlichen Nilufer gelegen. Nach dem Abschluss der Belagerung machten sie Omdurman zur neuen Hauptstadt Sudans. Muhammad Ahmad starb hier am 22. Juni 1885 plötzlich und unter ungeklärten Umständen. Seinem Nachfolger Abdallahi ibn Muhammad gelang es, das gesamte Gebiet zwischen den Provinzen Darfur im Westen, Sawakin im Osten (ohne die Stadt Sawakin selbst, die durch eine britische Garnison gehalten wurde), Dungula im Norden und Bahr al-Ghazal im Süden zu unterwerfen. Der Mahdi-Aufstand gilt als der erste erfolgreiche Aufstand einer afrikanischen Bevölkerungsgruppe gegen den Kolonialismus. Das Kalifat von Omdurman existierte 15 Jahre und wurde 1898 durch eine anglo-ägyptische Streitmacht zerstört.

## Die Belagerung von Khartum im Film
- Im Film Khartoum (deutscher Alternativtitel: Khartoum – Der Aufstand am Nil), mit Charlton Heston als Gordon und Laurence Olivier als Muhammad Ahmad, werden vor allem die Ereignisse um Gordon Pascha und den Fall Khartums geschildert. Der Film wurde 1966 unter der Regie von Basil Dearden und Eliot Elisofon gedreht und war bei der Oscarverleihung 1967 in der Kategorie Bestes Original-Drehbuch nominiert.